# Vaclovas Sidzikauskas

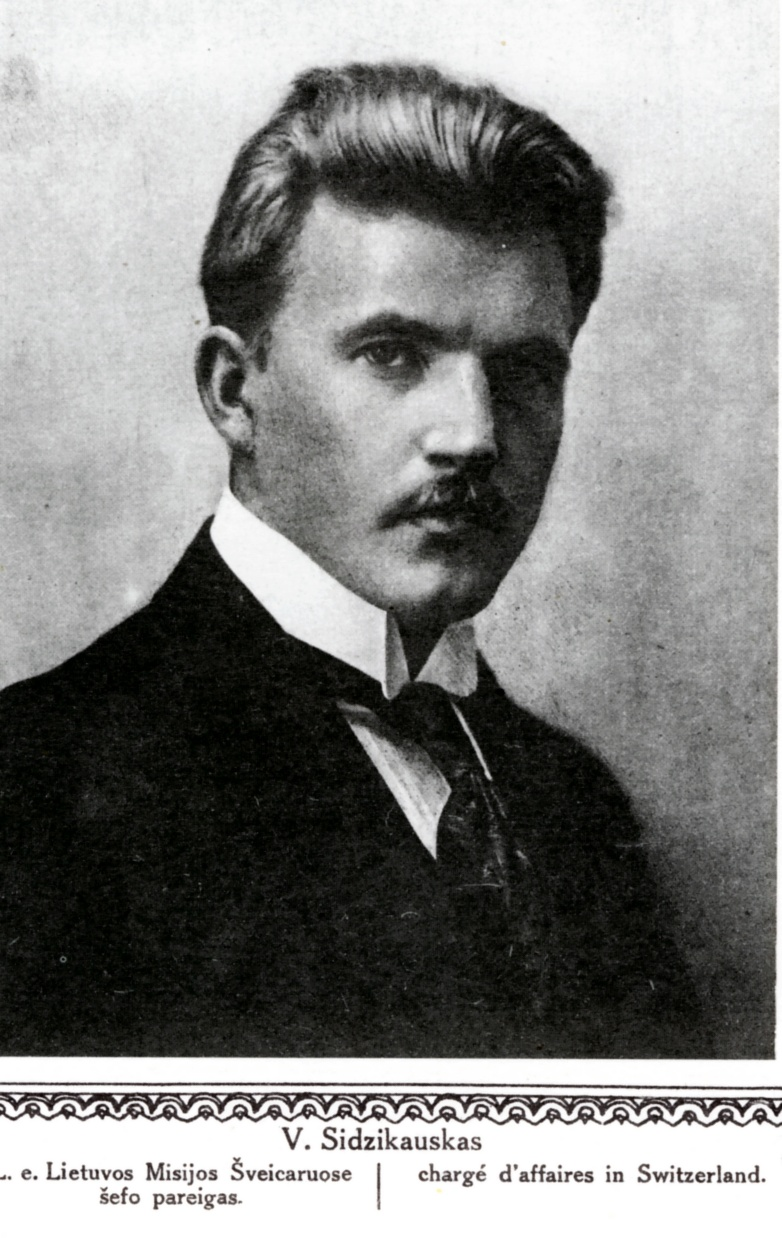
Vaclovas Sidzikauskas

Vaclovas Sidzikauskas (* 10. April 1893 in Šiaudinė, Wolost Kiduliai, Bezirk Šakiai; † 2. Dezember 1973 in New York City) war ein litauischer Jurist und Diplomat.

## Leben
Sidzikauskas besuchte die Schule in Kiduliai und absolvierte 1911 das Lehrerseminar Veiveriai. 1915 legte er eine externe Reifezeugnis-Prüfungen am Schulbezirk Moskau ab und studierte ab 1916 Rechtswissenschaften an der Universität Moskau. Von 1918 bis 1919 arbeitete er im litauischen Justizministerium, ab 1919 war er dort Departamentsdirektor. Anfang der 1920er Jahre setzte er sein Studium an der Universität Bern fort und beendete es 1935 an der Rechtsfakultät der Vytauto Didžiojo universitetas in Kaunas.
Ab Oktober 1919 im neugeschaffenen auswärtigen Dienst tätig, half er die litauische Mission in der Schweiz aufzubauen, und leitete später das Generalkonsulat in Bern. 1922 wurde Sidzikauskas zum Leiter der Gesandtschaft in Berlin ernannt, erst als Geschäftsträger, dann von 1924 bis 1931 als außerordentlicher Gesandter und bevollmächtigter Minister, ab 1925 zusätzlich akkreditiert in Wien und Bern. Von 1931 bis 1934 diente er als litauischer Gesandter beim Hof von St. James in London, mit zusätzlicher Akkreditierung in Den Haag. Daneben war er an verschiedenen Missionen beteiligt: von 1920 bis 1934 als Vertreter Litauens beim Völkerbund in Genf, und von 1931 bis 1932 beim Internationalen Gerichtshof in Den Haag. Nach seiner Mission in Großbritannien verabschiedete er sich aus dem diplomatischen Dienst und leitete für einige Jahre die litauische Niederlassung des Mineralölunternehmens Royal Dutch Shell.
Ab 1940 war er Mitarbeiter von NKWD. Infolge der Kriegswirren im Baltikum, zog er 1941 ins faschistische Deutsche Reich, wurde aber von der Gestapo festgenommen und verbrachte zwei Jahre im Konzentrationslager Auschwitz. Nach dem Krieg lebte er anfangs in Berlin, und emigrierte 1950 in die Vereinigten Staaten.
Sein Grab befindet sich auf dem Chicagoer Mount St Mary‘s Cemetery.

## Bibliografie
- Sidzikauskas, Vaclovas. Lietuvos Diplomatijos Paraštėje. Vaga, Vilnius, 1994. S. 354 ISBN 5-415-00400-9